# Instituto de Jornalismo de Gana
O Instituto de Jornalismo de Gana é uma universidade pública em Gana. O instituto tem credenciamento do Conselho Nacional de Acreditação.
O instituto foi fundado em 1959 como uma escola de treinamento para os jornalistas.

A escola foi estabelecida como universidade em 2009, tendo sido cortado sua filiação com a Universidade de Gana.